# Splatoon 3: Torre dell'Ordine
Splatoon 3: Torre dell'Ordine (スプラトゥーン3 	サイド・オーダー?, Supuratūn 3 Saido Ōdā), conosciuta anche solo come Torre dell'Ordine, è un'espansione per Splatoon 3, videogioco sparatutto in terza persona per Nintendo Switch, sviluppata da Nintendo EPD e pubblicata da Nintendo il 22 febbraio 2024. È la seconda ondata del Pass di espansione di Splatoon 3.
L'espansione è stata accolta abbastanza positivamente dalla critica, elogiando lo stile e la colonna sonora, ma ne è stata criticata la mancanza di varietà, che la rende abbastanza ripetitiva.

## Trama
Numero 8 viene risvegliata da Alga, ora divenuta un drone, in una Piazza Coloropoli scolorita. Il duo decide di entrare nella Torre al centro della piazza alla ricerca di Nori. Dopo aver sconfitto un Ossomollo nell'atrio, incontrano nell'ascensore Acht, una vecchia amica di Nori, che spiega al duo come funziona la Torre. Arrivati al 10º piano, il trio trova Nori tenuta prigioniera e controllata mentalmente da Ordine, un'intelligenza artificiale da lei sviluppata. Una volta liberata Nori, Ordine spiega il suo desiderio di creare un "mondo ordinato" in cui nulla cambierà mai, collezionando le anime di tutte le specie del mondo in varie "tavolette" in questo mondo virtuale e lasciando i corpi in uno stato comatoso nel mondo reale, buttando poi il gruppo fuori dalla torre.
Il gruppo decide quindi di scalare nuovamente la torre per fermare il piano di Ordine e liberare tutte le anime intrappolate.

## Modalità di gioco
Come il gioco base, Torre dell'Ordine è uno sparatutto in terza persona, tuttavia questa espansione unisce il genere con elementi roguelike, come la scalata di una torre e meccaniche di progressione strategiche. L'intera modalità di gioco è a giocatore singolo. Il giocatore controlla Numero 8, una Octoling che deve scalare generata proceduralmente. Il giocatore può scegliere una tra dodici set di armi (conosciute come "Tavolette"), molte delle quali sono prese da Splatoon 3.
Il giocatore naviga in una struttura verticale chiamata "Torre dell'Ordine", che consiste in 10 piani, durante il tutorial, espandendosi poi 30 dalle scalate successive, collezionando "Norilir" durante l'avventura. Il giocatore a ogni piano deve scegliere uno tra i tre possibili livelli, ognuno dei quali offre un certo numero di Norilir a seconda della difficoltà. Ogni tanto può comparire fra le scelte anche un intero piano dedicato a un distributore automatico nel quale il giocatore può acquistare alcune abilità in cambio Norilir. Ogni livello consiste in una missione necessaria per poter avanzare nella torre, tra cui possono esserci: sconfiggere dei nemici (conosciuti come "Ossimolli"), distruggere dei portali od obiettivi simili alle modalità del gioco base come "Zona Splat".
Ogni volta che il giocatore raggiunge un nuovo piano, riceve una "Scheda colore" che può inserire sulla sua tavoletta. Esse possono rafforzare le abilità come: la velocità del personaggio, la capacità delle armi o potenziare l'alleata del giocatore, l'Alga drone. Quando un giocatore perde tutte le vite e finisce quindi la scalata, le schede colore e i Norilir collezionati vengono convertiti in una valuta chiamata "Perle". Grazie alle perle, il giocatore può acquistare potenziamenti permanenti che varranno per tutte le prossime scalate od oggetti estetici per il gioco base.
Ogni 10 piani, il giocatore affronterà un boss dal quale non riceverà nessuna scheda colore, ma molti più Norilir.

## Promozione
Nella Nintendo Direct del 8 febbraio 2023, Nintendo ha annunciato il Pass di espansione di Splatoon 3 composto da due ondate: la prima avrebbe incluso Coloropoli, l'ambientazione principale del primo videogioco della serie, distribuita poi il 28 febbraio; la seconda, chiamata Torre dell'Ordine, invece sarebbe stata distribuita nel 2024.
Nell'edizione invernale 2023 del Nintendo Magazine, è stato dedicato un articolo a Torre dell'Ordine, dove vengono illustrati alcuni personaggi e il funzionamento delle "tavolette". Il 13 febbraio 2024, Nintendo ha invitato alcuni giornalisti a provare il contenuto in anteprima.

## Accoglienza
| Testata                                | Giudizio |
| -------------------------------------- | -------- |
| Metacritic (media al 29 novembre 2024) | 78/100   |
| IGN                                    | 8/10     |
| Nintendo Life                          | 8/10     |
| Nintendo World Report                  | 7,5/10   |
| PC Mag                                 | 4/5      |
| TouchArcade                            | 4,5/5    |

Torre dell'Ordine ha ricevuto critiche "generalmente favorevoli" su Metacritic. È stata criticata però la "mancanza di varietà" delle sfide da completare a ogni piano, che rendono il contenuto scaricabile "ripetitivo". La colonna sonora è stata elogiata, descrivendola "stellare" e "sul pezzo" da molti critici. Anche lo stile è stato apprezzato. Splatoon è stato definito "perfetto" per il genere roguelike, lodando come Nintendo sia riuscito a fonderlo con il genere sparatutto.
Alan Wen di Video Games Chronicle ha paragonato la modalità di gioco alla modalità cooperativa del gioco base "Salmon Run".